# مبدأ كوني
المبدأ الكوني (بالإنجليزية: Cosmological principle)‏ هي مجموعة من الافتراضات التي تتعلق بتكوين الكون وبنائه، وهذا المبدأ يفترض بأن النجوم والمجرات موزعة توزيعا متساويا في جميع أنحاء الكون ومتجانسة. أي لا تتميز منطقة فيه عن الأخرى.